# 22406 Garyboyle
22406 Garyboyle è un asteroide della fascia principale. Scoperto nel 1995, presenta un'orbita caratterizzata da un semiasse maggiore pari a 2,2954298 UA e da un'eccentricità di 0,1052160, inclinata di 6,97566° rispetto all'eclittica.